# Passo de Khunjerab

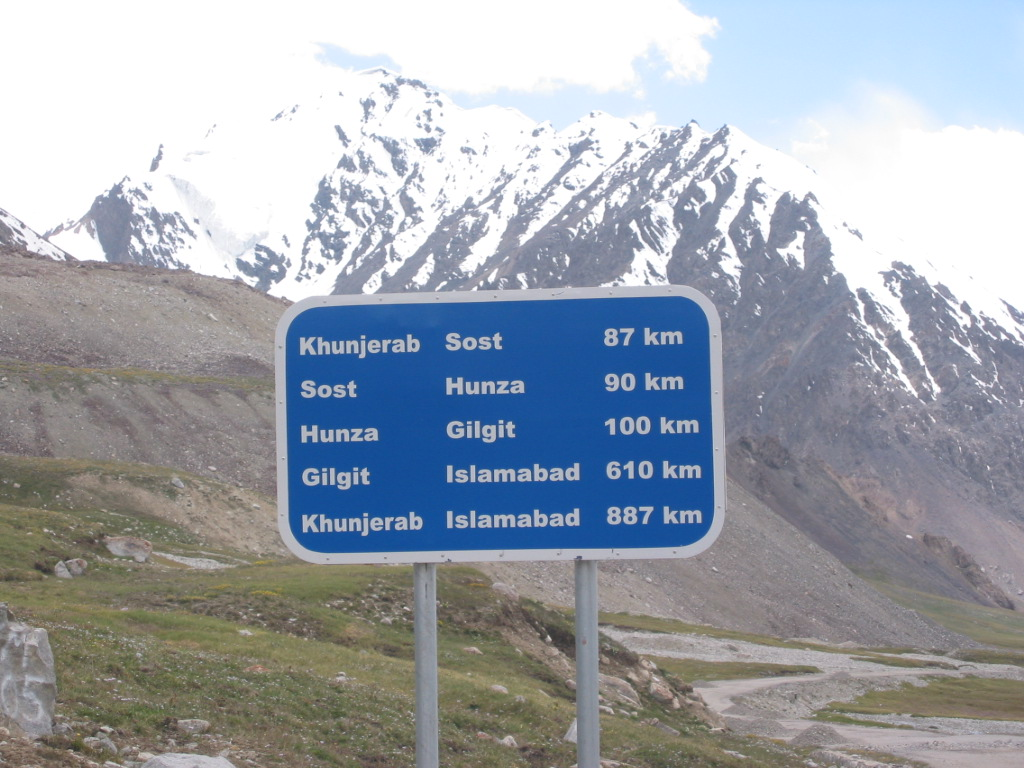
Placa informativa com as distâncias a partir do passo.

O passo de Khunjerab ou passo Khunjerab (chinês simplificado: 红其拉甫山口; chinês tradicional: 紅其拉甫山口; pinyin: hóngqílāfǔ shānkŏu; em hindi:   खुंजर्ब दर्रा, em urdu:  درّہ خنجراب), é um passo de montanha à altitude de 4693 m localizado na cordilheira do Caracórum numa posição estratégica na fronteira norte da região de Gilgit-Baltistão do Paquistão, na disputada região de Caxemira, e na fronteira sudoeste da Região Autónoma Uigur de Sinkiang da República Popular da China. O seu nome provém de um termo da língua wakhi para descrever o vale do sangue. Toda a zona paquistanesa do passo está dentro do Parque Nacional de Khunjerab, um grande parque declarado em 1975 com uma área protegida de 2269,13 km².
O passo de Khunjerab constitui o cruzamento de fronteira pavimentado mais alto do mundo, e é cruzado pela estrada do Caracórum. A obra no passo ficou completada em 1982, e substituiu os passos não asflatados de Mintaka e Kilik como principal passagem através da cordilheira do Caracórum. 

## Imagens

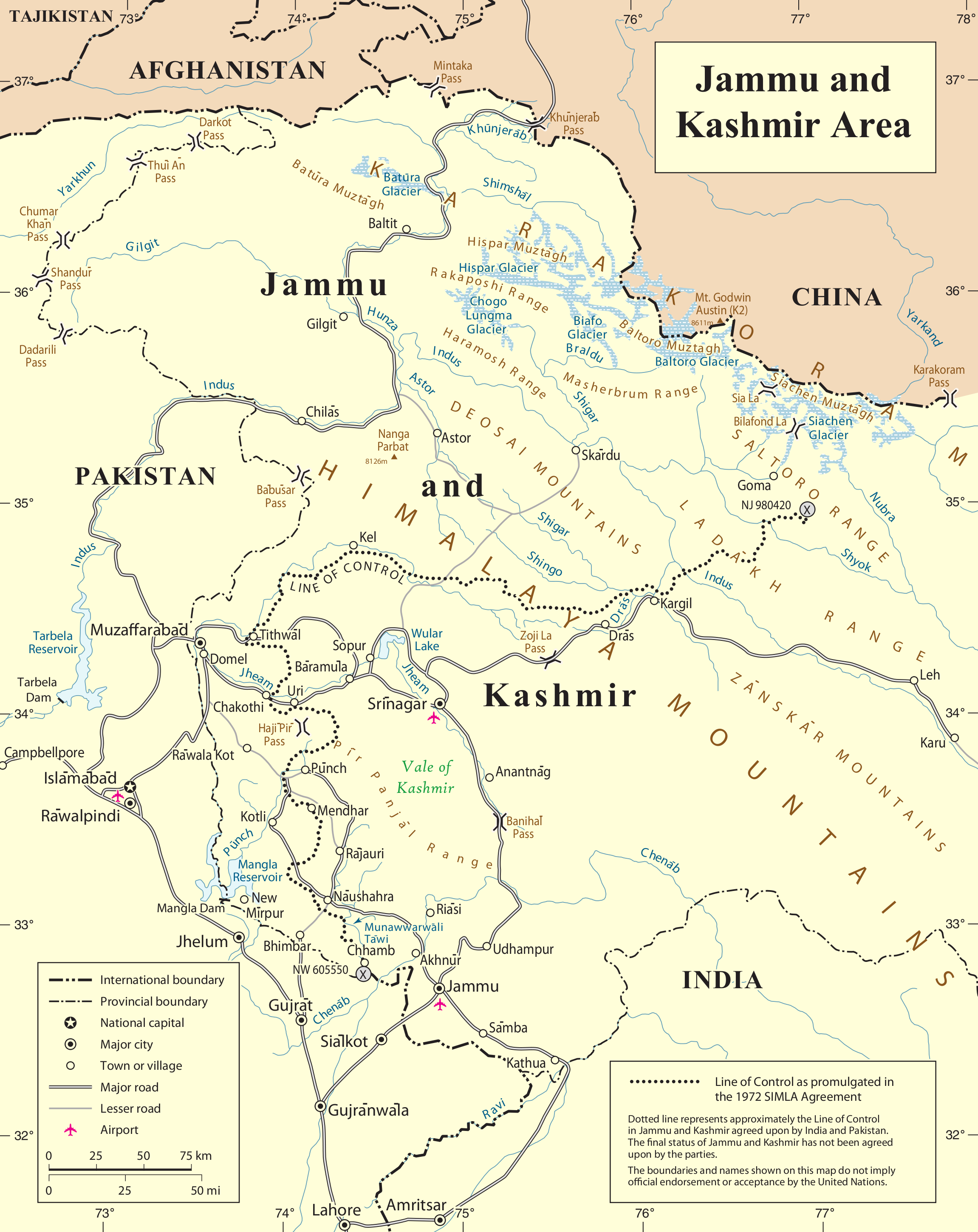
UN map of Siachin
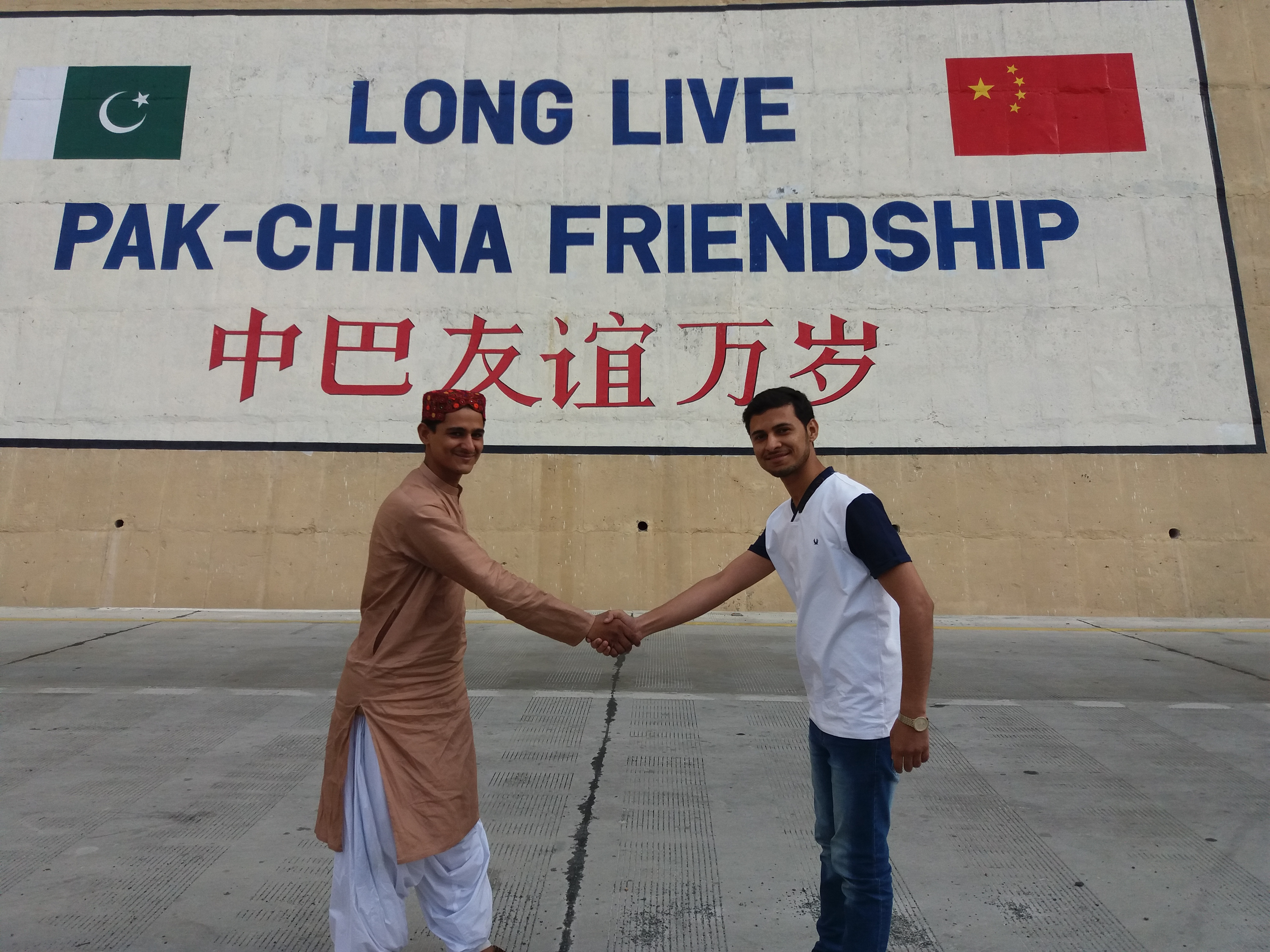
Monumento à amizade China–Paquistão na fronteira
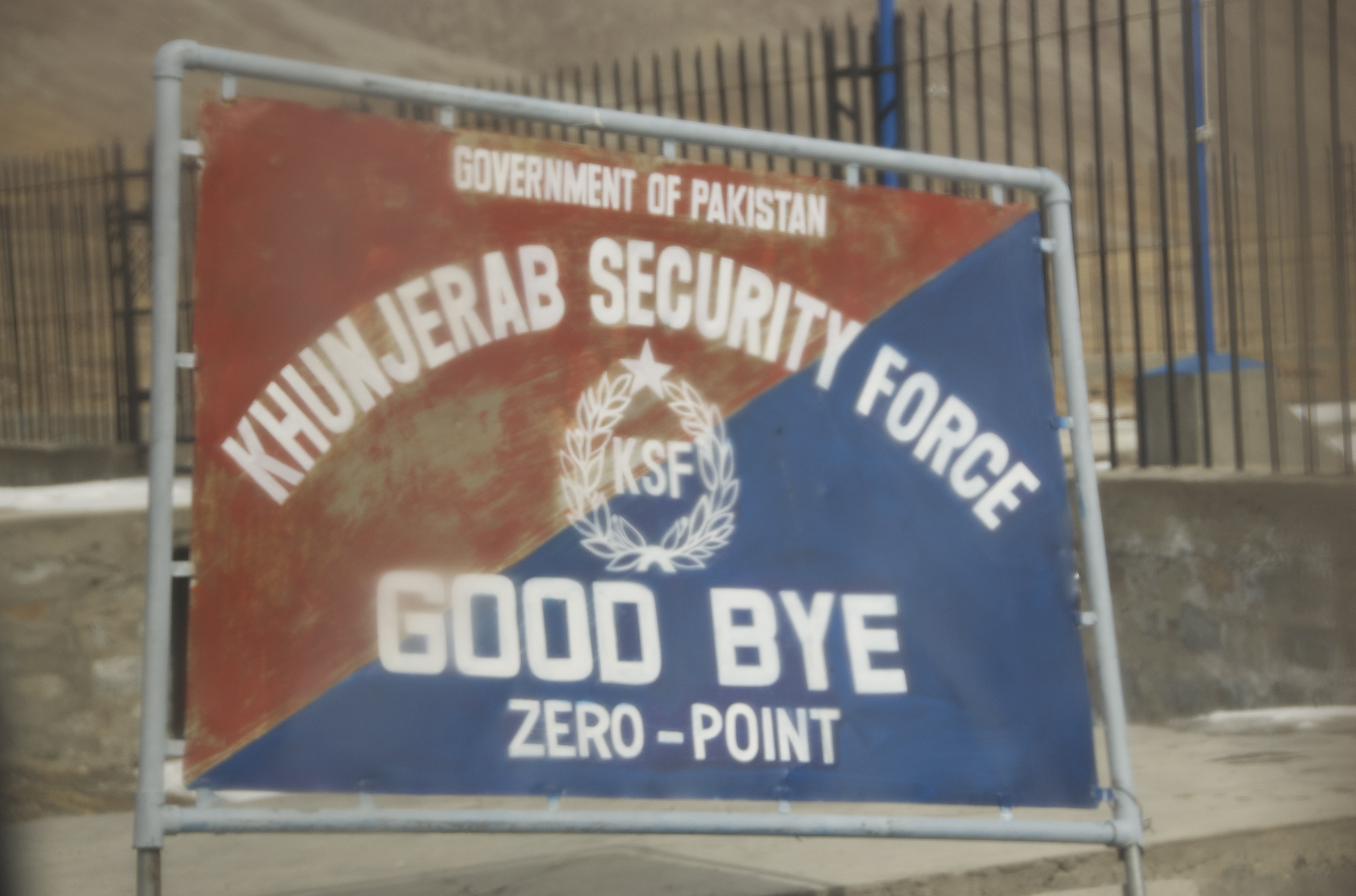
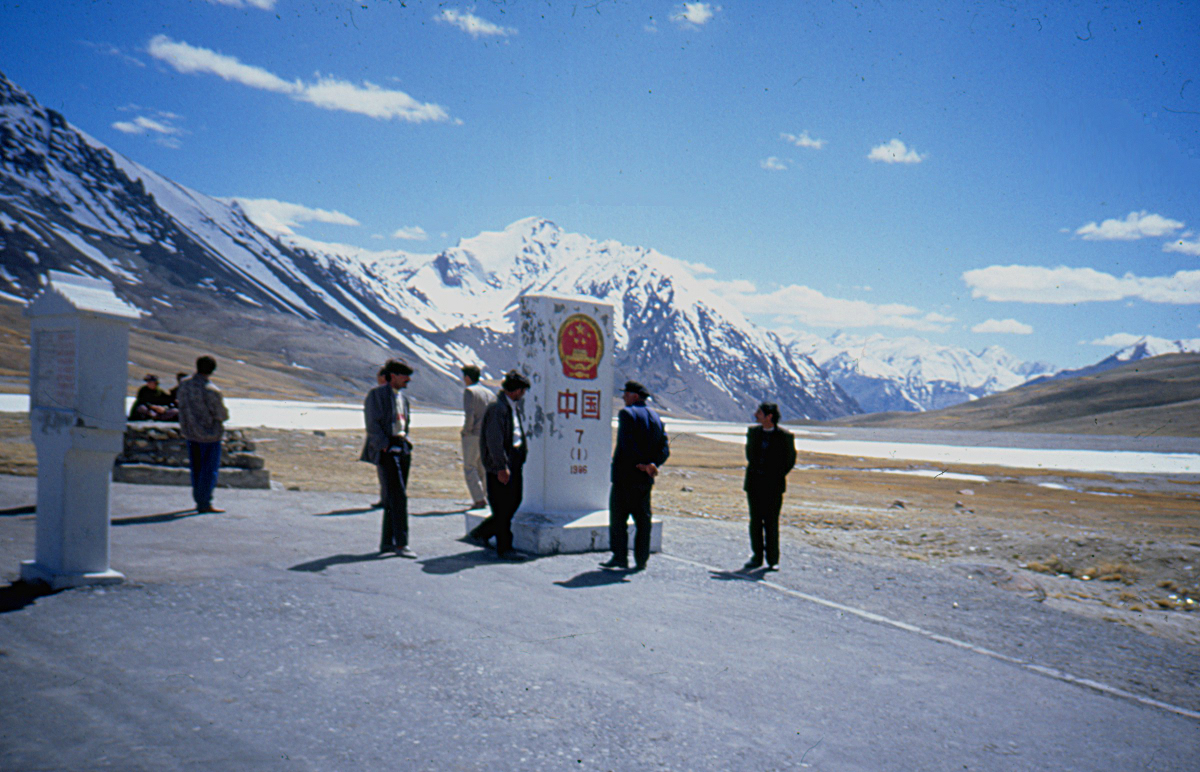
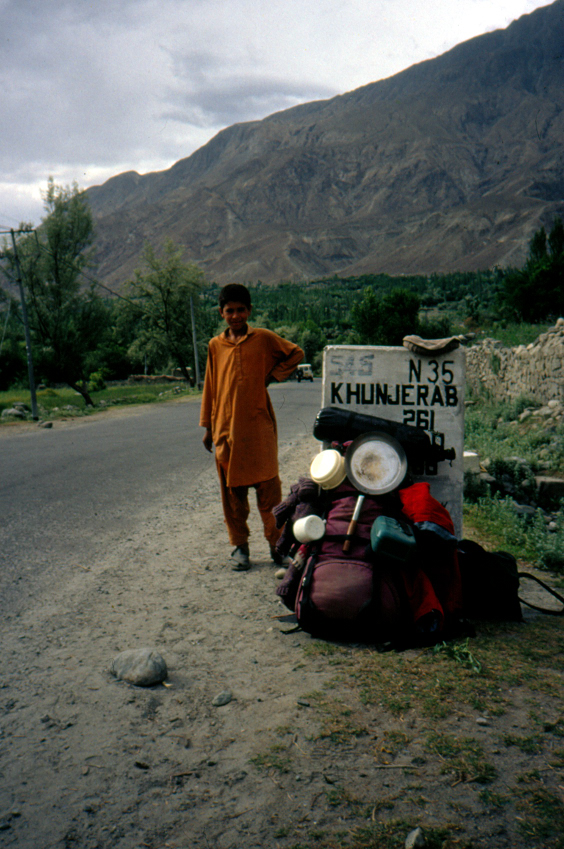
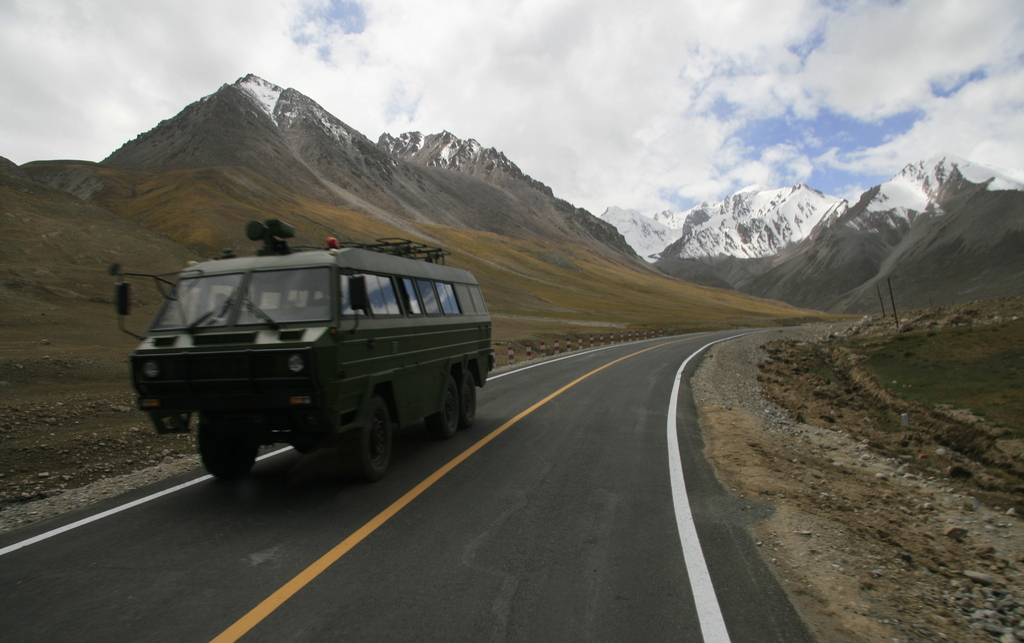
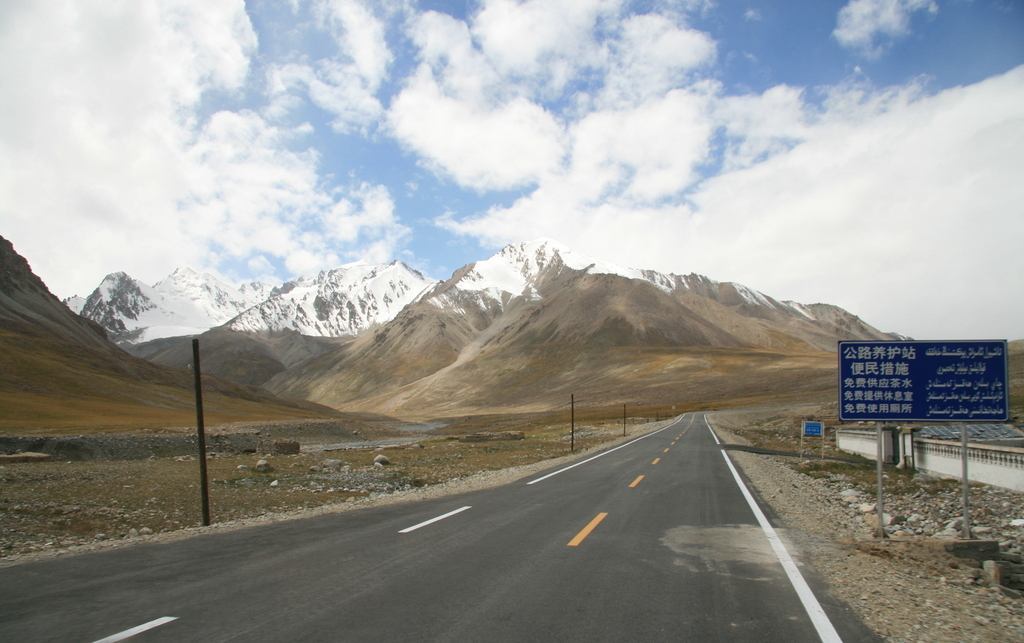
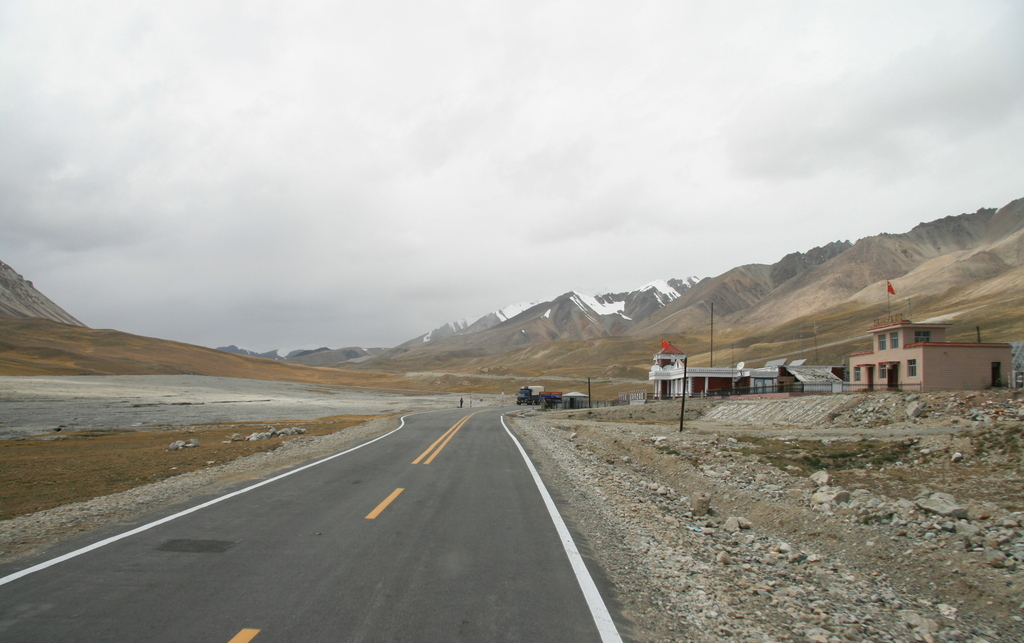
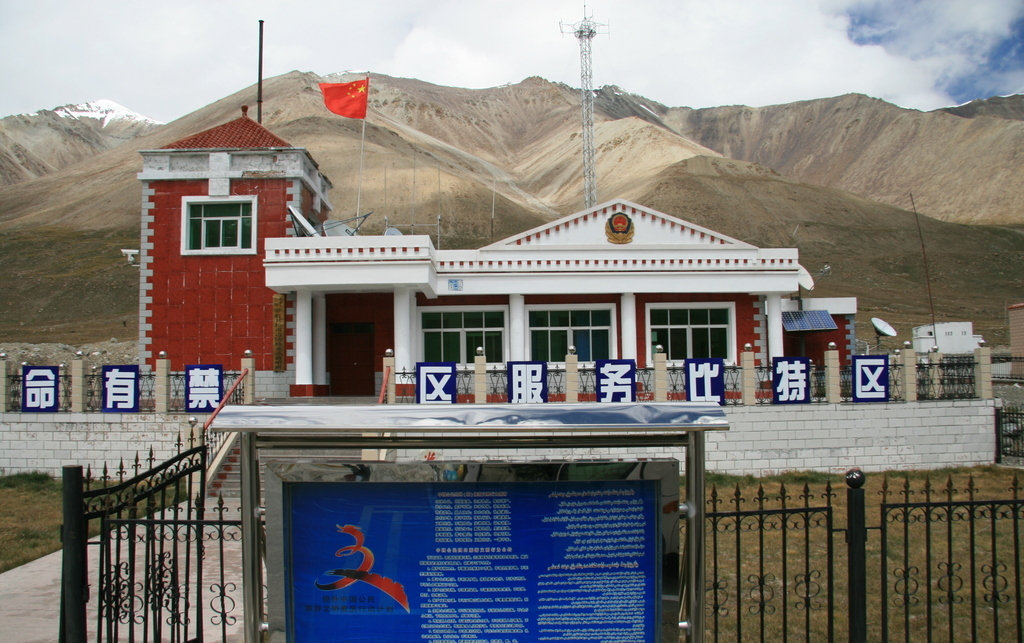
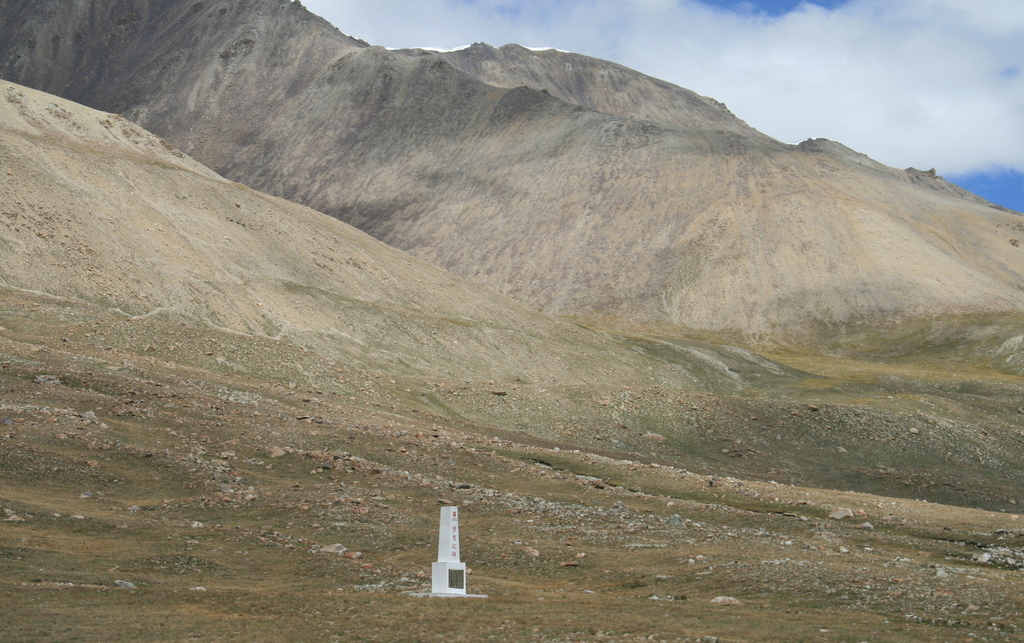
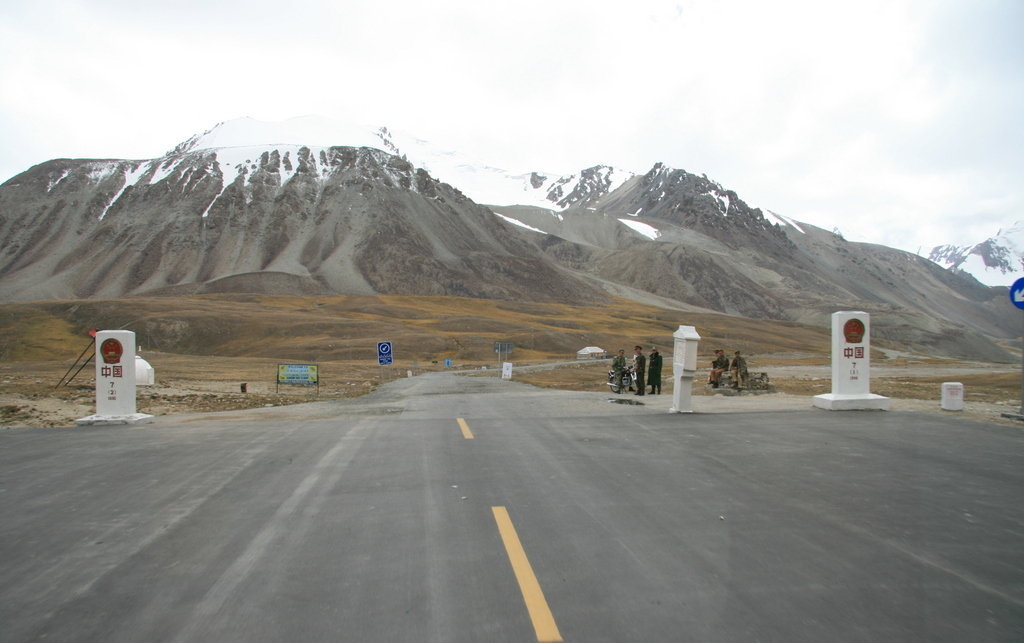
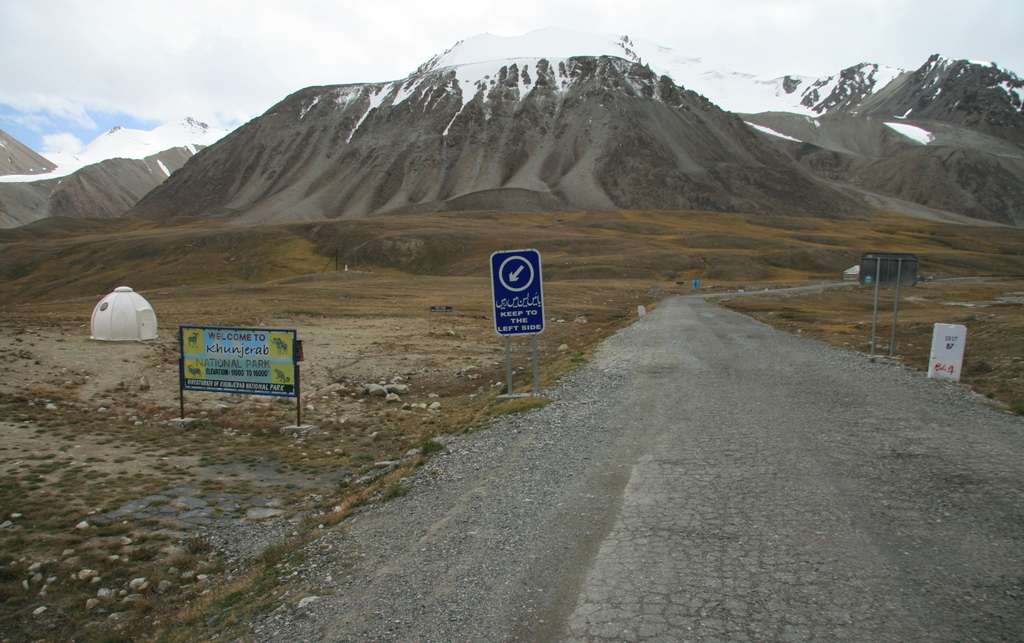
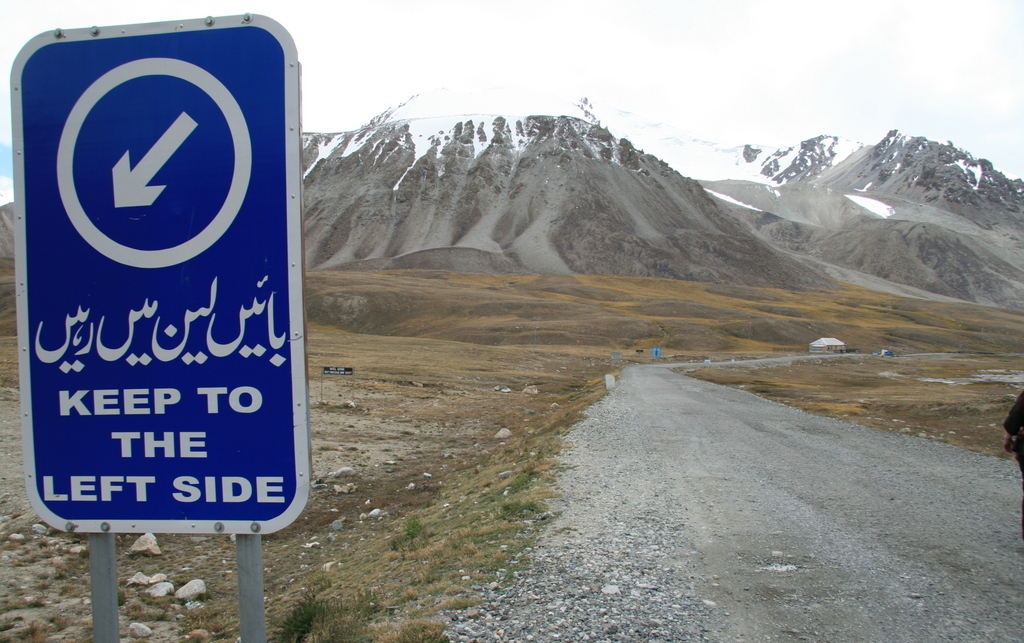
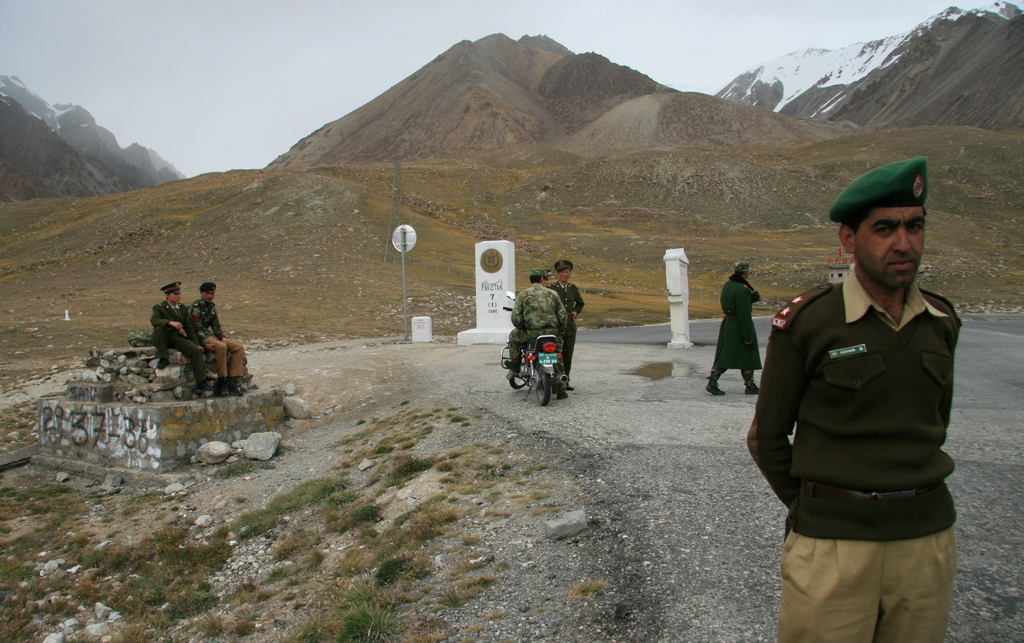
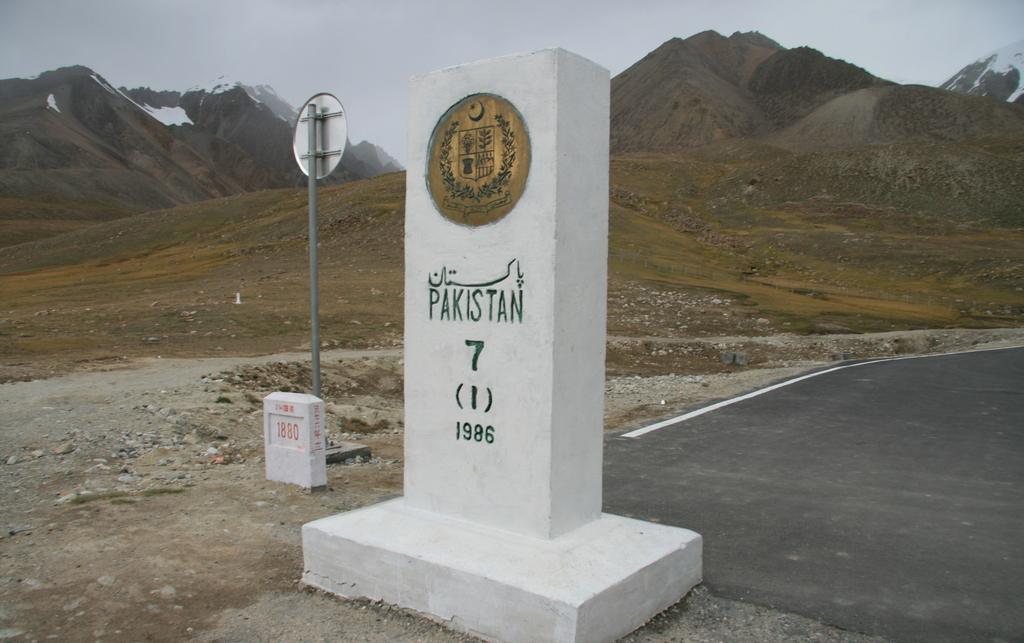
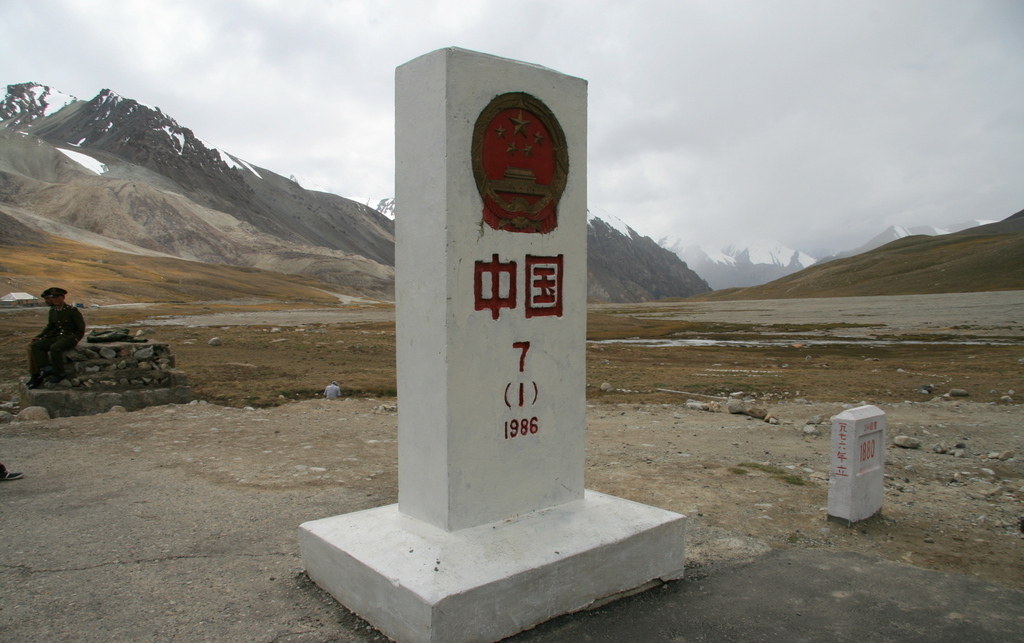
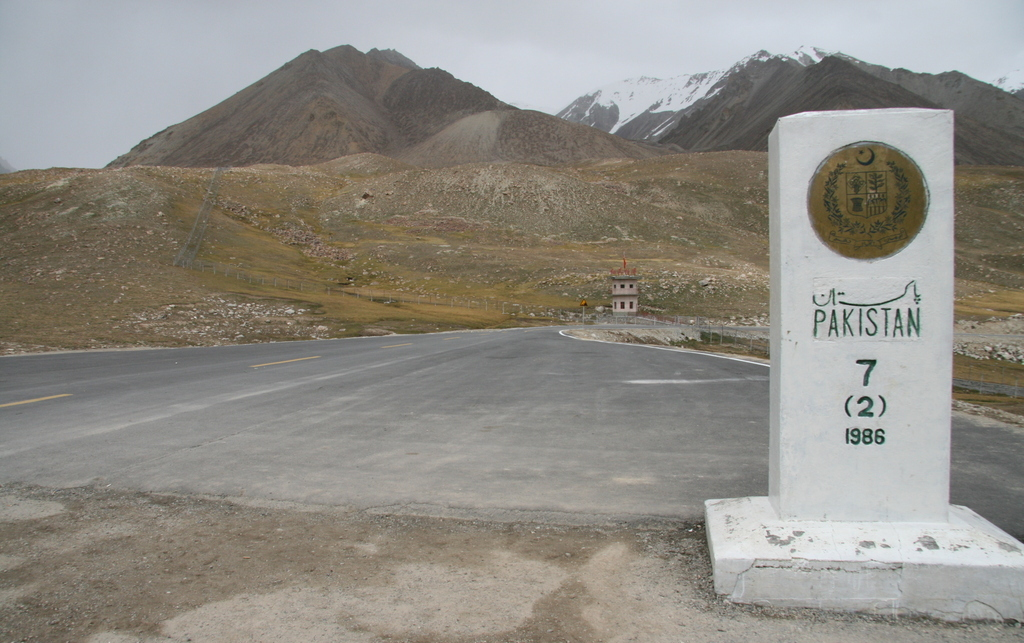
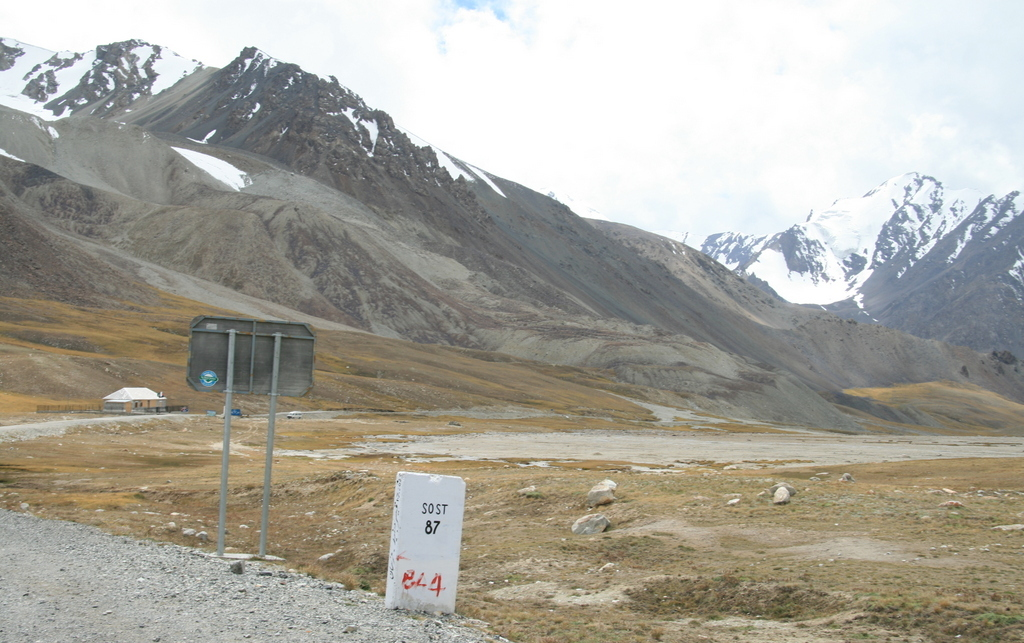
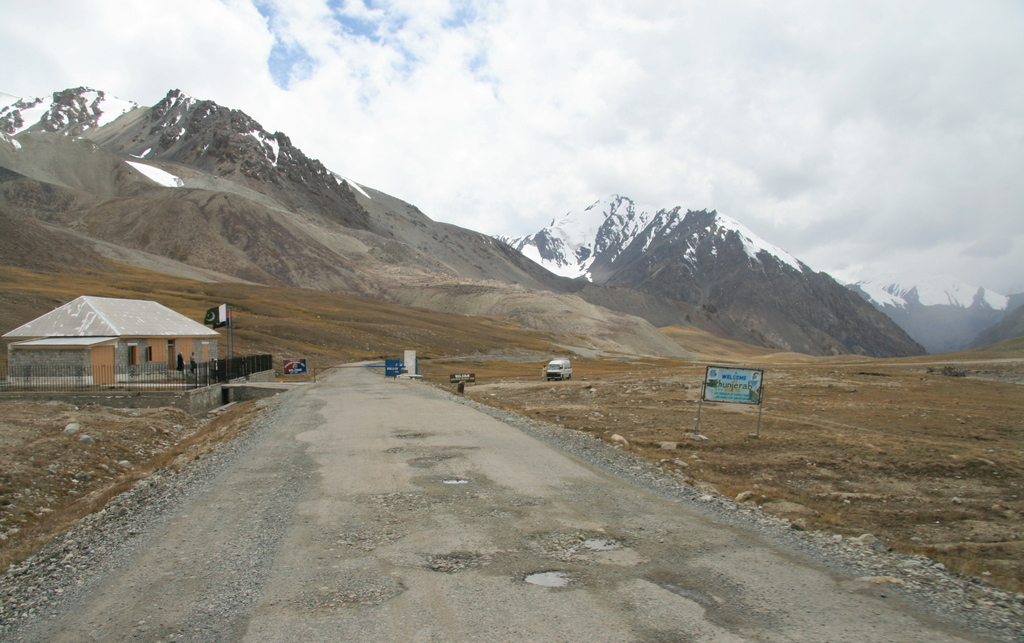
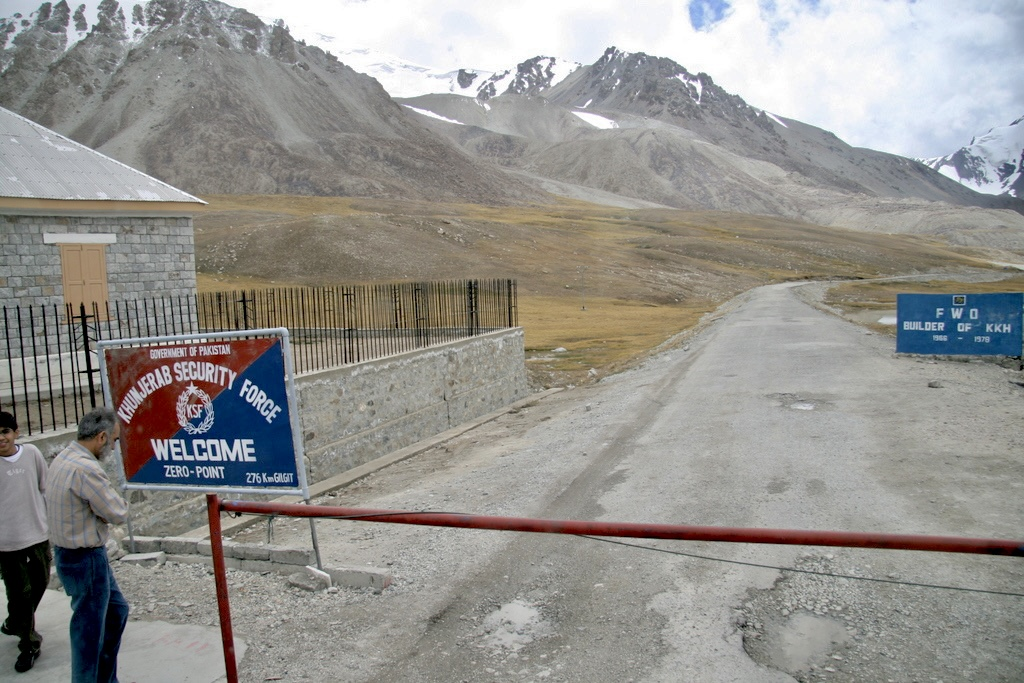
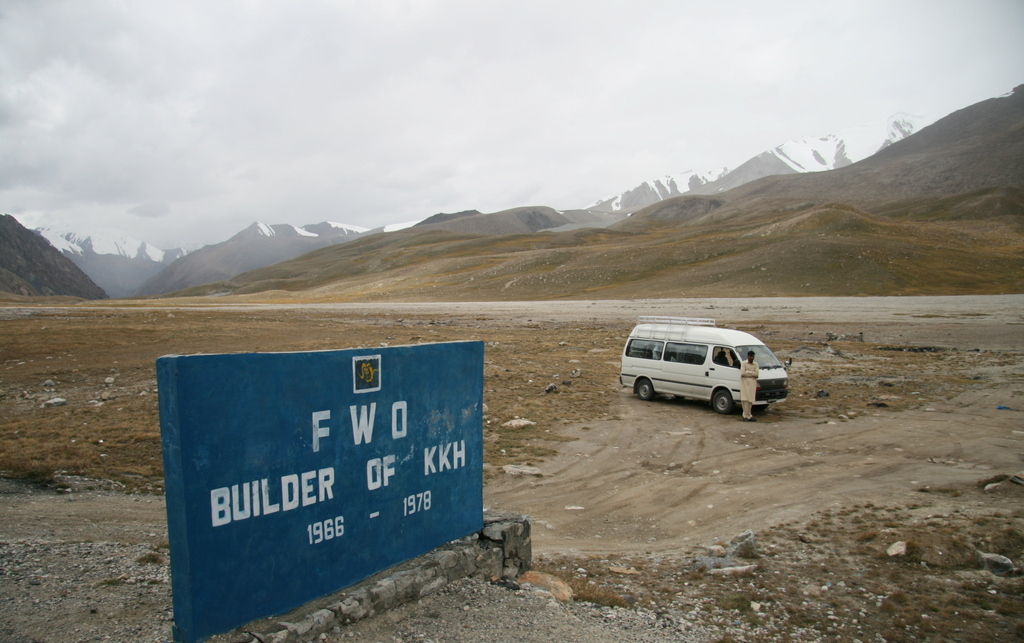
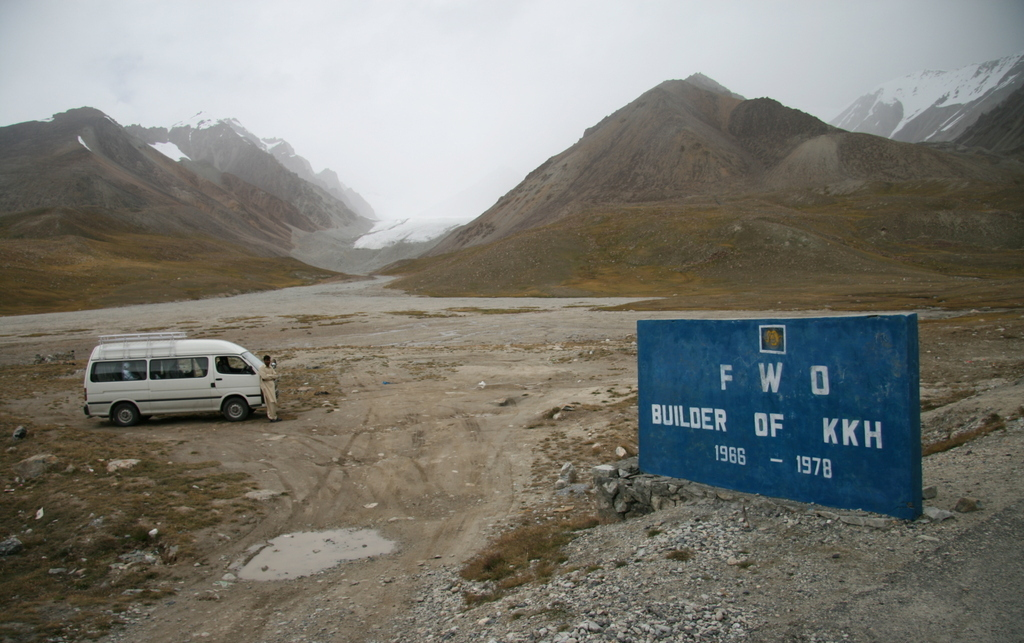
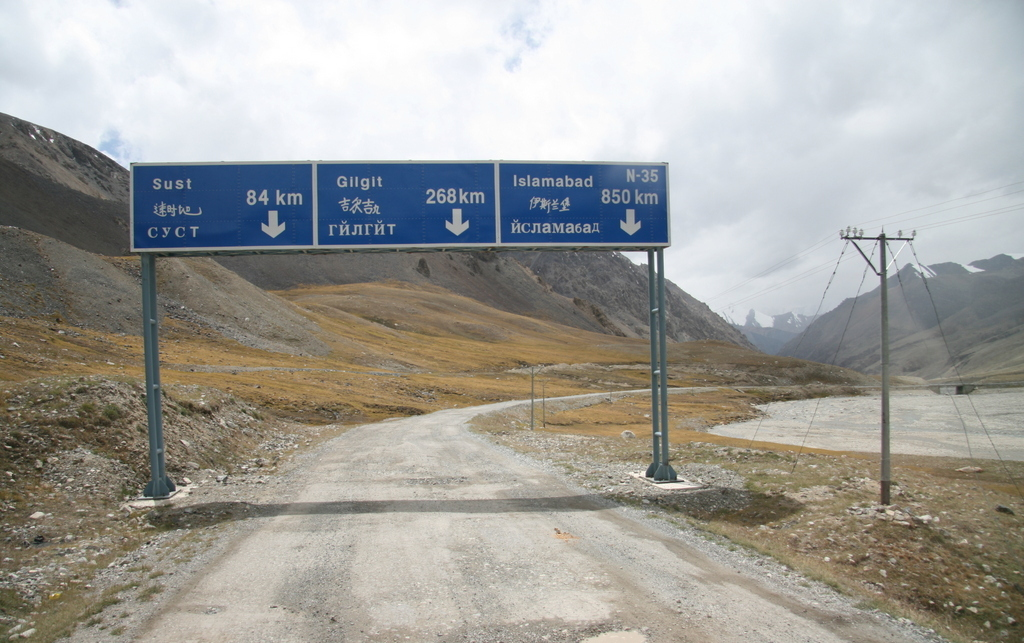
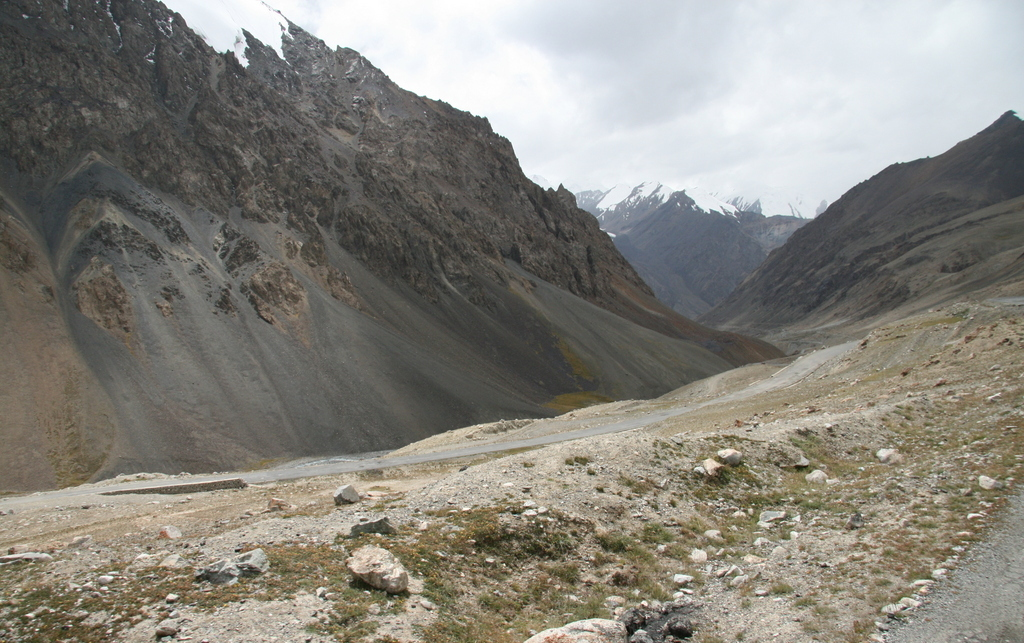
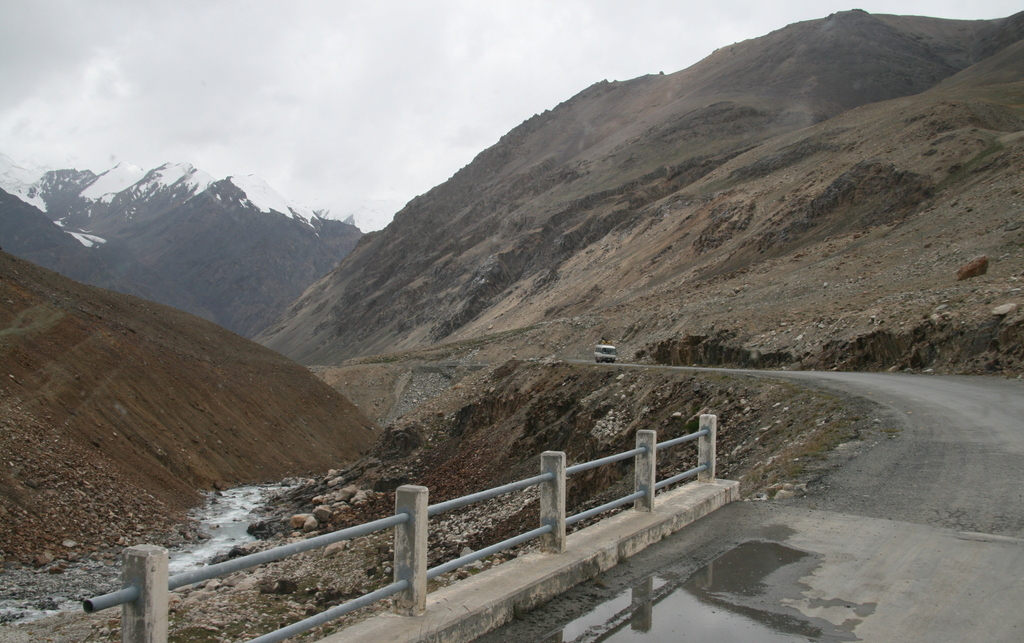
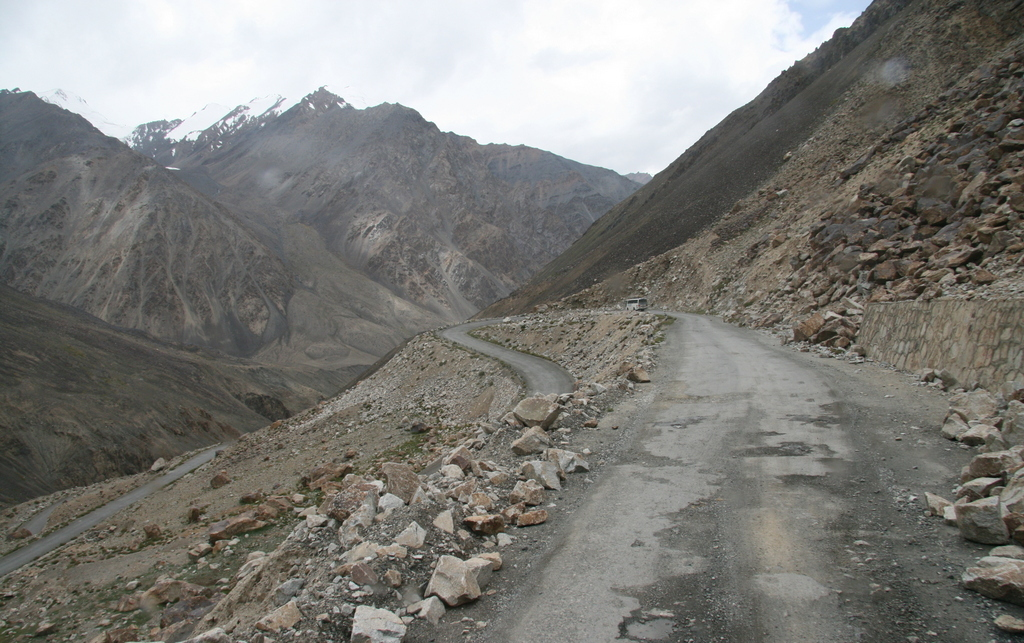
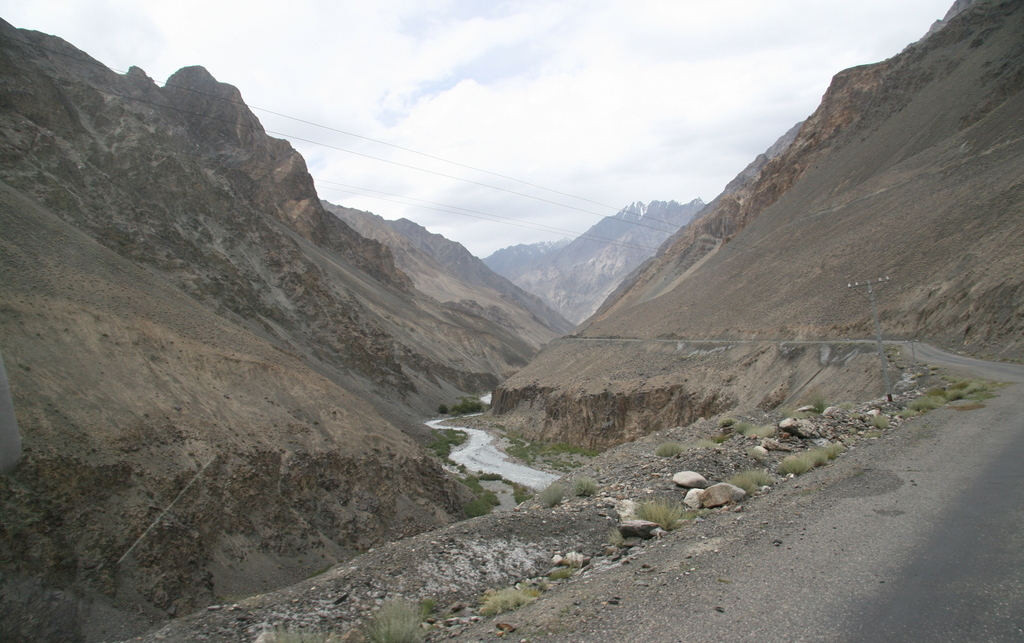
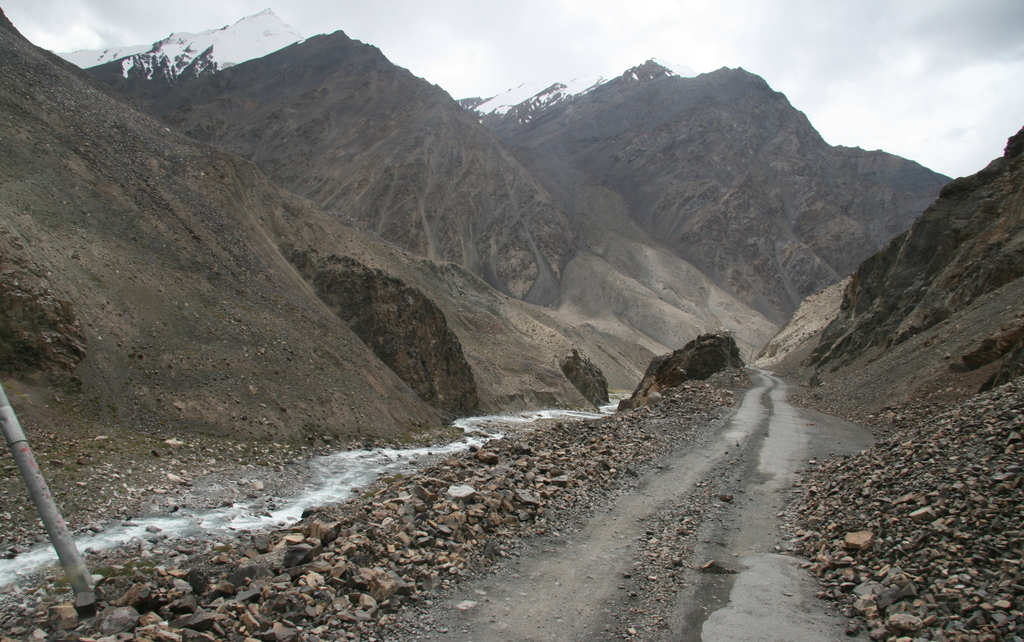
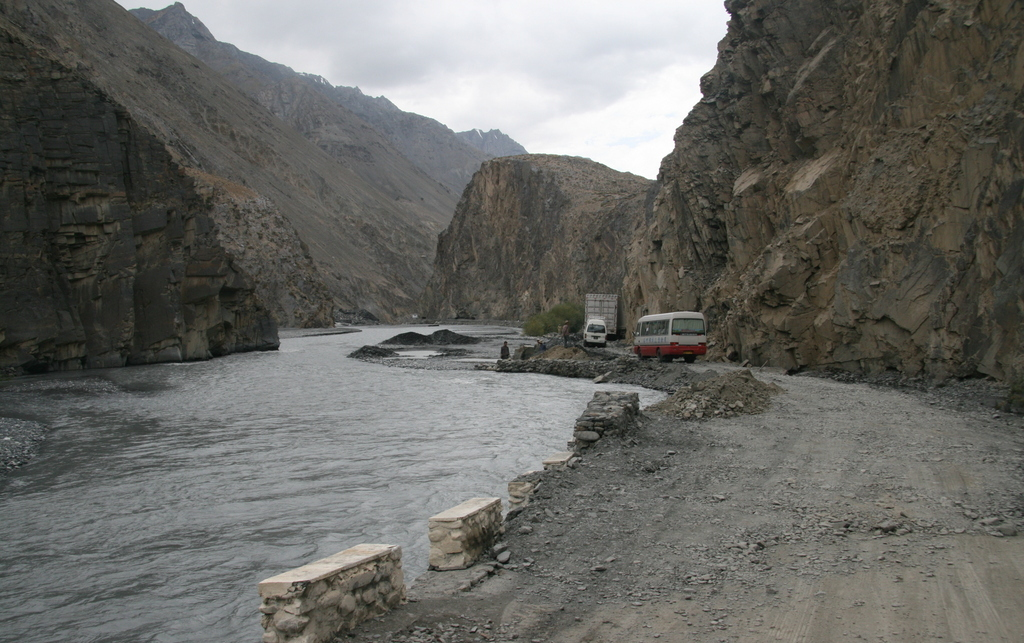
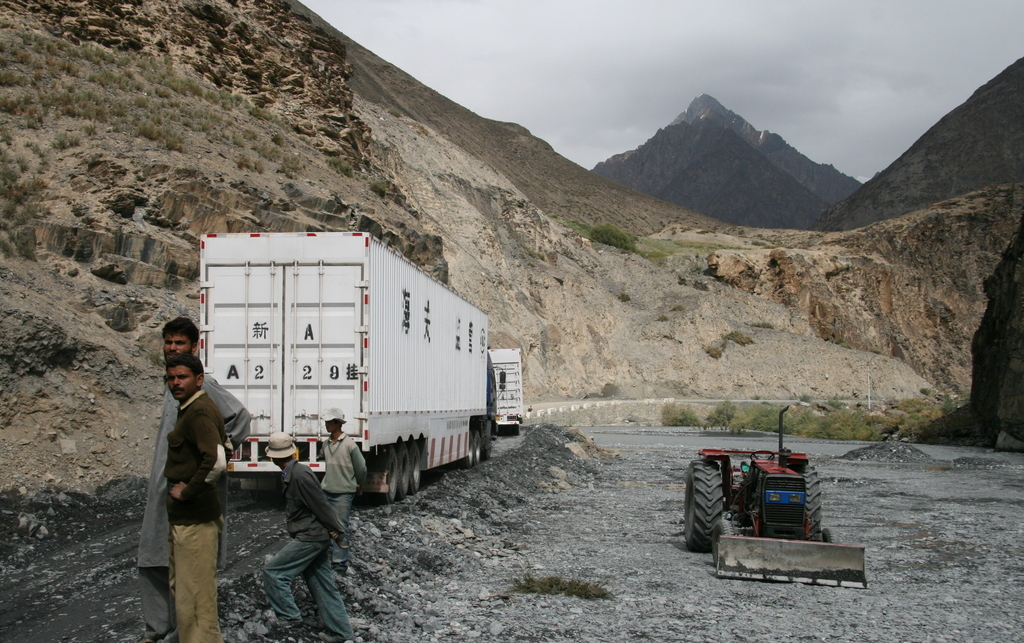
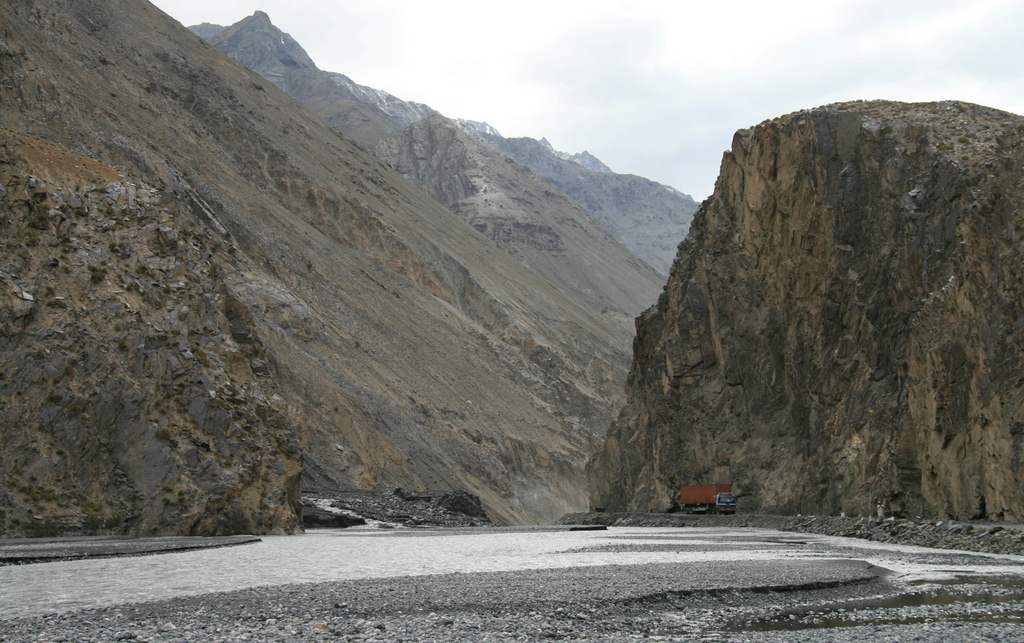
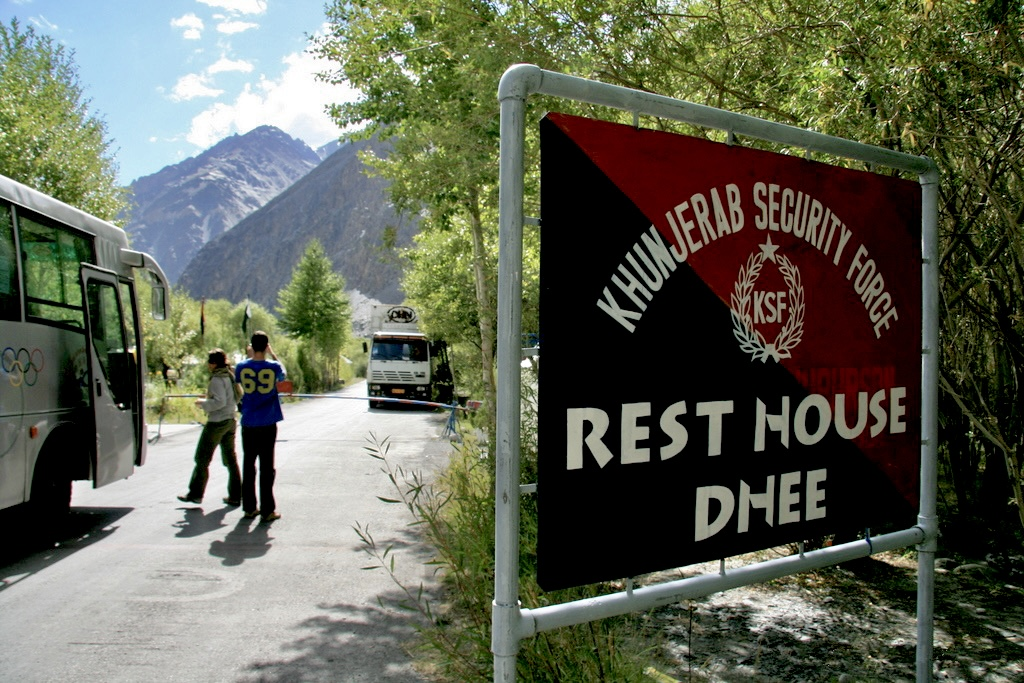
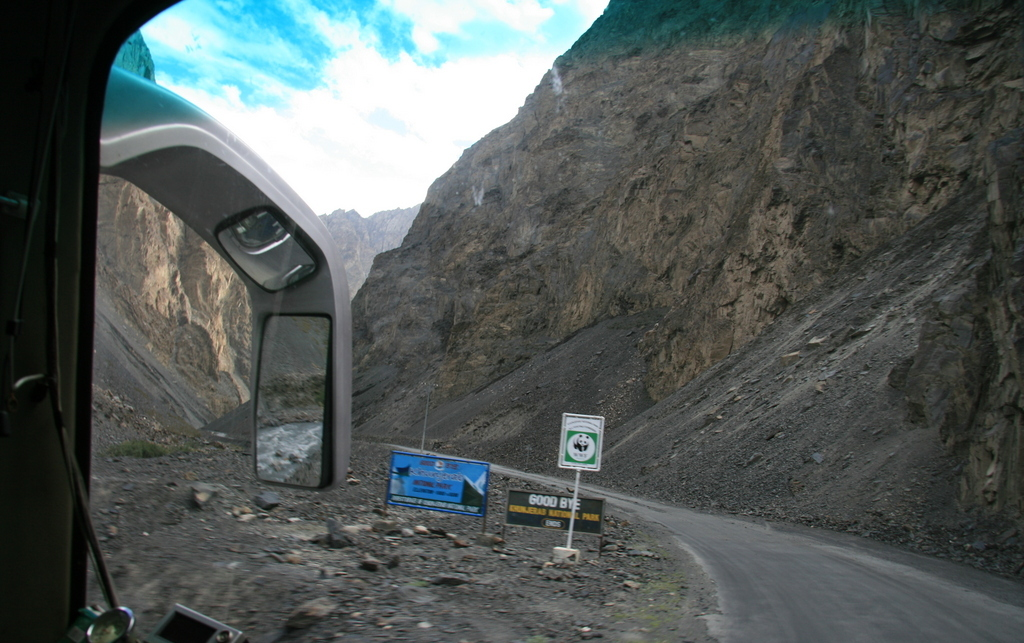